# 文錫安
文錫安（1993年4月29日—），本名文容錫，韓國男演員、歌手。出道時以本名從事演員活動，2018年正式啟用藝名，以樂團Leciel主唱身份進軍歌壇。

## 影視作品

### 電視劇
| 年份 | 播放平台 | 劇名                   | 角色   | 備註  |
| 2013 | Mnet     | 《Monstar》            | 馬俊熙 | [ 4 ] |
| 2017 | SBS      | 《當你沉睡時》         | 李煥   | [ 5 ] |
| 2024 | Watcha   | 《美娜，又換了頭像？》 | 張秀赫 | [ 6 ] |
| 2024 | tvN      | 《背著善宰跑》         | 姜賢秀 | [ 7 ] |

### 電影
| 年份 | 劇名           | 角色   | 備註  |
| 2016 | 《抓住才能活》 | 文聖旻 | [ 8 ] |

### 音樂錄影帶
| 年份 | 歌手   | 歌曲           | 備註  |
| 2010 | miss A | 《Love Again》 | [ 9 ] |

### 音樂劇
| 年份 | 劇名         | 角色   | 備註   |
| 2021 | 《愛過你》   | 尹基哲 | [ 10 ] |
| 2021 | 《梅莎之歌》 | 尹善浩 | [ 11 ] |

## 音樂作品（Leciel）

### 數位單曲
| 單曲 | 專輯資料                                            | 曲目                                                                             |
| 1st  | 《Sweetune》 - 發行日期：2018年3月26日 - 語言：韓語 | 曲目 1. Sweetune (Original Euro EDM Rock ver.) 2. Sweetune (Total Acoustic ver.) |

## 外部連結
- 文錫安的Instagram帳戶
- 文錫安在NAVER上的资料
- 文錫安在Daum上的资料
- 文錫安在互联网电影资料库（IMDb）上的資料（英文）
- 文錫安在HanCinema的頁面（英文）